# Abdul Kerim-paša
Abdul Kerim-paša (Solun, 1872. – Istanbul, 1923.), osmanski vojni zapovjednik s činom generala-potpukovnika i sudionik Tursko-talijanskog, Balkanskih i Prvog svjetskog rata, u kojem je zapovijedao osmanskim snagama na Kavkaskom i Solunskom bojištu.
Kao zapovjednik u Bitci kod Malazgirta 1915. odnio je u protunapadu pobjedu na ruskim snagama i vratio grad pod osmanski nadzor. Unatoč pobjedi, u protuudaru ruskog generala Nikolaja Judeniča Rusi su osvojili grad, no ubrzo je Kerim-paša brojčanom nadmlći povratio Malazgirt.
Judenič je uzvratio Kerim-paši porazivši ga u Bitci kod Kara Kiliša u sklopu Erzerumske ofenzive. Nakon toga je razriješen dužnosti, ali ne i umirovljen jer je između prosinca 1916. i svibnja 1917. zapovijedao X. korpusom na Solunskom bojištu kao ispomoć Bugarskoj i Njemačkoj. Kasnije je s ostacima korpusa zapovijedao u Mezopotamiji.
Nakon Mudroskog primirja vratio se u Istanbul, u kojem je do smrti bio članom i delegatom u vojnim vijećima i savjetima te članom Vojnog suda.